# Vannes-le-Châtel
Vannes-le-Châtel és un municipi francès situat al departament de Meurthe i Mosel·la i a la regió del Gran Est. L'any 2007 tenia 564 habitants.

## Demografia

### Població
El 2007 la població de fet de Vannes-le-Châtel era de 564 persones. Hi havia 222 famílies, de les quals 58 eren unipersonals (29 homes vivint sols i 29 dones vivint soles), 82 parelles sense fills, 70 parelles amb fills i 12 famílies monoparentals amb fills.
La població ha evolucionat segons el següent gràfic:
Habitants censats

### Habitatges
El 2007 hi havia 248 habitatges, 226 eren l'habitatge principal de la família, 7 eren segones residències i 14 estaven desocupats. 228 eren cases i 20 eren apartaments. Dels 226 habitatges principals, 166 estaven ocupats pels seus propietaris, 49 estaven llogats i ocupats pels llogaters i 11 estaven cedits a títol gratuït; 2 tenien una cambra, 15 en tenien dues, 17 en tenien tres, 85 en tenien quatre i 106 en tenien cinc o més. 161 habitatges disposaven pel capbaix d'una plaça de pàrquing. A 123 habitatges hi havia un automòbil i a 69 n'hi havia dos o més.

### Piràmide de població
La piràmide de població per edats i sexe el 2009 era:
| Homes | Edats   | Dones |
| ----- | ------- | ----- |
| 0     | 95 o +  | 0     |
| 0     | 90 a 94 | 0     |
| 0     | 85 a 89 | 0     |
| 4     | 80 a 84 | 8     |
| 16    | 75 a 79 | 4     |
| 8     | 70 a 74 | 36    |
| 12    | 65 a 69 | 8     |
| 12    | 60 a 64 | 16    |
| 8     | 55 a 59 | 12    |
| 20    | 50 a 54 | 16    |
| 12    | 45 a 49 | 24    |
| 36    | 40 a 44 | 16    |
| 24    | 35 a 39 | 24    |
| 8     | 30 a 34 | 12    |
| 8     | 25 a 29 | 12    |
| 8     | 20 a 24 | 0     |
| 28    | 15 a 19 | 24    |
| 24    | 10 a 14 | 12    |
| 12    | 5 a 9   | 16    |
| 4     | 0 a 4   | 12    |

## Economia
El 2007 la població en edat de treballar era de 338 persones, 244 eren actives i 94 eren inactives. De les 244 persones actives 210 estaven ocupades (118 homes i 92 dones) i 33 estaven aturades (16 homes i 17 dones). De les 94 persones inactives 31 estaven jubilades, 33 estaven estudiant i 30 estaven classificades com a «altres inactius».

### Ingressos
El 2009 a Vannes-le-Châtel hi havia 214 unitats fiscals que integraven 556,5 persones, la mediana anual d'ingressos fiscals per persona era de 15.712 €.

### Activitats econòmiques
Dels 14 establiments que hi havia el 2007, 1 era d'una empresa de fabricació d'altres productes industrials, 3 d'empreses de construcció, 2 d'empreses de comerç i reparació d'automòbils, 1 d'una empresa de transport, 1 d'una empresa d'hostatgeria i restauració, 4 d'empreses de serveis i 2 d'empreses classificades com a «altres activitats de serveis».
Dels 6 establiments de servei als particulars que hi havia el 2009, 1 era una oficina de correu, 1 lampisteria, 2 empreses de construcció i 2 perruqueries.
L'únic establiment comercial que hi havia el 2009 era una botiga de menys de 120 m².
L'any 2000 a Vannes-le-Châtel hi havia 3 explotacions agrícoles.

## Equipaments sanitaris i escolars
El 2009 hi havia 1 escola maternal i 1 escola elemental.

## Poblacions més properes
El següent diagrama mostra les poblacions més properes.